# Giro d’Italia 2022/6. Etappe
Die 6. Etappe des Giro d’Italia 2022 fand am 12. Mai 2022 statt. Das Etappenrennen erreichte zum ersten Mal im Rahmen der 105. Austragung das italienische Festland, mit einer Etappe, die über 192 Kilometer und 900 Höhenmeter von Palmi nach Scalea führte. Nach der Etappe hatten die Fahrer insgesamt 943,2 Kilometer zurückgelegt haben, was 27,3 % der Gesamtdistanz entsprach. Die Organisatoren der Rundfahrt bewerteten die Schwierigkeit der Etappe mit zwei von fünf Sternen (bassa difficoltà).

## Streckenführung
Der neutralisierte Start erfolgte in Palmi auf dem Piazza I° Maggio. Anschließend wurde die Stadt in Richtung Osten über die SS18 verlassen.
Der offizielle Start erfolgte nach 9 gefahrenen Kilometern, bei der Überquerung des Flusses Petrace kurz vor Gioia Tauro. Wenige Kilometer nach dem offiziellen Start begann die Straße leicht anzusteigen und nach 34,5 Kilometern wurde beim Militärflugplatz „Luigi Razza“ (515 m) eine Bergwertung der 4. Kategorie überquert. Die Fahrer blieben auf einem Plateau und erreichten wenig später bei Kilometer 40,6 den ersten Zwischensprint in Vibo Valentia, ehe sie nach einer kurzen Abfahrt an die tyrrhenische Küste gelangten. Nun ging es entlang der flachen Küste über Amantea und Paola in Richtung Norden. Nach 147,7 Kilometern wurde der zweite Zwischensprint in Guardia Piemontese Marina ausgefahren. Anschließend ging es weiter in Richtung Norden zum Zielort Scalea. Die Ziellinie befand sich am Ende einer langen Geraden (SS18) nahe dem Torre Talao.
|                            | Ort                       | Kilometer | Länge (km) | Höhe (m) | Ø Steigung | max. Steigung |
| -------------------------- | ------------------------- | --------- | ---------- | -------- | ---------- | ------------- |
| neutraler Start            | Palmi                     | −9        |            |          |            |               |
| offizieller Start          | Gioia Tauro               | 0         |            |          |            |               |
| Bergwertung (4. Kategorie) | Aeoroporto "Luigi Razza"  | 34,5      | 2,8        | 515      | 5,1 %      | unbekannt     |
| Zwischensprint             | Vibo Valentia             | 40,6      |            |          |            |               |
| Zwischensprint             | Guardia Piemontese Marina | 147,7     |            |          |            |               |
| Ziel                       | Scalea                    | 192       |            |          |            |               |

## Rennverlauf und Ergebnis
Unmittelbar nach dem Start versuchte sich kein Fahrer vom Hauptfeld abzusetzen und das Peloton fuhr geschlossen für rund 24 Kilometer. Danach löste sich mit Diego Rosa (Eolo-Kometa Cycling Team) ein einziger Fahrer vom Fahrerfeld, das von den Mannschaften Groupama-FDJ, Quick-Step Alpha Vinyl und Lotto Soudal angeführt wurde. Der Italiener fuhr einen maximalen Vorsprung von rund fünf Minuten heraus und sicherte sich die Bergwertung am Militärflugplatz „Luigi Razza“ (4. Kategorie) nach 34,5 gefahrenen Kilometern. Platz zwei ging an den Führenden in der Bergwertung, Lennard Kämna (Bora-hansgrohe), vor Thomas De Gendt (Lotto Soudal).
Während sich Diego Rosa auch den ersten Zwischensprint sicherte, setzten sich mit Filippo Tagliani, Eduardo Sepúlveda und Simone Ravanelli – alle drei Fahrer vom Team Drone Hopper-Androni Giocattoli – vom Peloton ab. Die drei wurden jedoch wenige Kilometer nach dem Zwischensprint wieder gestellt. Im Hauptfeld setzte sich Biniam Girmay (Intermarché-Wanty-Gobert Matériaux) gegenüber dem Führenden in der Punktewertung Arnaud Démare (Groupama-FDJ) durch, holte vier Punkte und somit einen mehr als der Franzose.
Im weiteren Rennverlauf stabilisierte sich der Vorsprung von Diego Rosa bei rund vier Minuten und 44,3 Kilometer vor dem Ziel sicherte er sich drei Bonussekunden beim zweiten Zwischensprint. Im Hauptfeld belegte Lennard Kämna hinter Filippo Tagliani Platz zwei und holte somit eine Sekunde in der Gesamtwertung auf den Führenden Juan Pedro López (Trek-Segafredo) auf. Der Vorsprung von Diego Rosa war mittlerweile auf rund eineinhalb Minuten geschmolzen.
28 Kilometer vor dem Ziel holte das Hauptfeld Diego Rosa ein und fuhr geschlossen in Richtung Ziel. Mark Cavendish (Quick-Step Alpha Vinyl) eröffnete den Sprint, wurde jedoch im Gegenwind von Caleb Ewan (Lotto Soudal) überholt. Auf den letzten Metern schob sich Arnaud Démare noch an beiden Sprintern vorbei, nachdem er rund 250 Meter vor dem Ziel von seinem eigenen Anfahrer Jacopo Guarnieri (Groupama-FDJ) blockiert worden war. In einem per Photofinish entschiedenen Massensprint setzte sich Arnaud Démare gegen Caleb Ewan durch. Für Arnaud Démare war es nach der 5. Etappe bereits sein zweiter Etappensieg bei der 105. Austragung und sein insgesamt siebter beim Giro d’Italia. Zudem baute der Franzose seine Führung in der Punktewertung weiter aus. Juan Pedro López verteidigte das Rosa Trikot sowie die Nachwuchswertung und Lennard Kämna behielt das Blaue Trikot.
Der kolumbianische Fahrer Fernando Gaviria wurde nach dem Rennen von der Renn-Jury für sein Fahrverhalten auf dem letzten Kilometer bestraft, da er im Sprint mit dem Sprintzug des Teams DSM mit Alberto Dainese und Cees Bol zusammengestoßen war. Der Kolumbianer folgte beim Sprint zunächst den Rädern von Mark Cavendish, Caleb Ewan und dem späteren Sieger Arnaud Démare, bevor er rund 300 Meter vor dem Ziel versuchte, nach rechts in Richtung des DSM-Zuges zu fahren, um eine Lücke zu nutzen, die es nicht gab. Dabei kam es zu einer Berührung zwischen dem fünffachen Giro-Etappensieger Gaviria und den beiden DSM-Fahrern Bol und Dainese, die nur knapp einem Sturz entgingen, was beide Fahrer und ihn selbst aus dem Rennen warf. Infolgedessen wurde Gaviria auf dem letzten Platz des Hauptfeldes – Platz 152 – strafversetzt, bekam 13 Punkte Abzug im Kampf um die Punktewertung und musste ein Bußgeld in Höhe von 500 CHF bezahlen.
| \| Etappenergebnis \| Etappenergebnis \| Etappenergebnis \| Etappenergebnis \| Etappenergebnis \| \| Fahrer \| Fahrer \| Land \| Team \| Zeit \| \| --------------- \| ----------------- \| ---------------------- \| ---------------------------------- \| --------------- \| \| 1. \| Arnaud Démare \| Frankreich \| Groupama-FDJ \| 5 h 02 min 33 s \| \| 2. \| Caleb Ewan \| Australien \| Lotto-Soudal \| + 0 s \| \| 3. \| Mark Cavendish \| Vereinigtes Königreich \| Quick-Step Alpha Vinyl \| + 0 s \| \| 4. \| Biniam Girmay \| Eritrea \| Intermarché-Wanty-Gobert Matériaux \| + 0 s \| \| 5. \| Giacomo Nizzolo \| Italien \| Israel-Premier Tech \| + 0 s \| \| 6. \| Phil Bauhaus \| Deutschland \| Bahrain Victorious \| + 0 s \| \| 7. \| Andrea Vendrame \| Italien \| AG2R Citroën Team \| + 0 s \| \| 8. \| Simone Consonni \| Italien \| Cofidis \| + 0 s \| \| 9. \| Vincenzo Albanese \| Italien \| Eolo-Kometa \| + 0 s \| \| 10. \| Edward Theuns \| Belgien \| Trek-Segafredo \| + 0 s \| |                   |                        |                                    |                 |
| |                   |                        |                                    |                 |
| Quelle: ProCyclingStats |                   |                        |                                    |                 |
| Etappenergebnis |                   |                        |                                    |                 |
| Fahrer | Fahrer            | Land                   | Team                               | Zeit            |
| 1. | Arnaud Démare     | Frankreich             | Groupama-FDJ                       | 5 h 02 min 33 s |
| 2. | Caleb Ewan        | Australien             | Lotto-Soudal                       | + 0 s           |
| 3. | Mark Cavendish    | Vereinigtes Königreich | Quick-Step Alpha Vinyl             | + 0 s           |
| 4. | Biniam Girmay     | Eritrea                | Intermarché-Wanty-Gobert Matériaux | + 0 s           |
| 5. | Giacomo Nizzolo   | Italien                | Israel-Premier Tech                | + 0 s           |
| 6. | Phil Bauhaus      | Deutschland            | Bahrain Victorious                 | + 0 s           |
| 7. | Andrea Vendrame   | Italien                | AG2R Citroën Team                  | + 0 s           |
| 8. | Simone Consonni   | Italien                | Cofidis                            | + 0 s           |
| 9. | Vincenzo Albanese | Italien                | Eolo-Kometa                        | + 0 s           |
| 10. | Edward Theuns     | Belgien                | Trek-Segafredo                     | + 0 s           |

## Gesamtstände
| \| Gesamtwertung \| Gesamtwertung \| Gesamtwertung \| Gesamtwertung \| Gesamtwertung \| \| Fahrer \| Fahrer \| Land \| Team \| Zeit \| \| ------------- \| ----------------- \| ---------------------- \| ---------------------------------- \| ---------------- \| \| 1. \| Juan Pedro López \| Spanien \| Trek-Segafredo \| 23 h 23 min 36 s \| \| 2. \| Lennard Kämna \| Deutschland \| Bora-Hansgrohe \| + 38 s \| \| 3. \| Rein Taaramäe \| Estland \| Intermarché-Wanty-Gobert Matériaux \| + 58 s \| \| 4. \| Simon Yates \| Vereinigtes Königreich \| BikeExchange-Jayco \| + 1 min 42 s \| \| 5. \| Mauri Vansevenant \| Belgien \| Quick-Step Alpha Vinyl \| + 1 min 47 s \| \| 6. \| Wilco Kelderman \| Niederlande \| Bora-Hansgrohe \| + 1 min 55 s \| \| 7. \| João Almeida \| Portugal \| UAE Team Emirates \| + 1 min 58 s \| \| 8. \| Pello Bilbao \| Spanien \| Bahrain Victorious \| + 2 min 00 s \| \| 9. \| Richie Porte \| Australien \| Ineos Grenadiers \| + 2 min 04 s \| \| 10. \| Romain Bardet \| Frankreich \| Team DSM \| + 2 min 06 s \| |                   |                        |                                    |                  |
| |                   |                        |                                    |                  |
| Quelle: ProCyclingStats |                   |                        |                                    |                  |
| Gesamtwertung |                   |                        |                                    |                  |
| Fahrer | Fahrer            | Land                   | Team                               | Zeit             |
| 1. | Juan Pedro López  | Spanien                | Trek-Segafredo                     | 23 h 23 min 36 s |
| 2. | Lennard Kämna     | Deutschland            | Bora-Hansgrohe                     | + 38 s           |
| 3. | Rein Taaramäe     | Estland                | Intermarché-Wanty-Gobert Matériaux | + 58 s           |
| 4. | Simon Yates       | Vereinigtes Königreich | BikeExchange-Jayco                 | + 1 min 42 s     |
| 5. | Mauri Vansevenant | Belgien                | Quick-Step Alpha Vinyl             | + 1 min 47 s     |
| 6. | Wilco Kelderman   | Niederlande            | Bora-Hansgrohe                     | + 1 min 55 s     |
| 7. | João Almeida      | Portugal               | UAE Team Emirates                  | + 1 min 58 s     |
| 8. | Pello Bilbao      | Spanien                | Bahrain Victorious                 | + 2 min 00 s     |
| 9. | Richie Porte      | Australien             | Ineos Grenadiers                   | + 2 min 04 s     |
| 10. | Romain Bardet     | Frankreich             | Team DSM                           | + 2 min 06 s     |

| Punktewertung | Punktewertung        | Punktewertung          | Punktewertung                      | Punktewertung |
| Fahrer        | Fahrer               | Land                   | Team                               | Punkte        |
| ------------- | -------------------- | ---------------------- | ---------------------------------- | ------------- |
| 1.            | Arnaud Démare        | Frankreich             | Groupama-FDJ                       | 147 P.        |
| 2.            | Biniam Girmay        | Eritrea                | Intermarché-Wanty-Gobert Matériaux | 94 P.         |
| 3.            | Mark Cavendish       | Vereinigtes Königreich | Quick-Step Alpha Vinyl             | 78 P.         |
| 4.            | Mathieu van der Poel | Niederlande            | Alpecin-Fenix                      | 62 P.         |
| 5.            | Fernando Gaviria     | Kolumbien              | UAE Team Emirates                  | 54 P.         |
| 6.            | Giacomo Nizzolo      | Italien                | Israel-Premier Tech                | 54 P.         |
| 7.            | Filippo Tagliani     | Italien                | Drone Hopper-Androni Giocattoli    | 45 P.         |
| 8.            | Caleb Ewan           | Australien             | Lotto-Soudal                       | 43 P.         |
| 9.            | Phil Bauhaus         | Deutschland            | Bahrain Victorious                 | 30 P.         |
| 10.           | Pello Bilbao         | Spanien                | Bahrain Victorious                 | 27 P.         |

| Bergwertung | Bergwertung       | Bergwertung | Bergwertung                        | Bergwertung |
| Fahrer      | Fahrer            | Land        | Team                               | Punkte      |
| ----------- | ----------------- | ----------- | ---------------------------------- | ----------- |
| 1.          | Lennard Kämna     | Deutschland | Bora-Hansgrohe                     | 43 P.       |
| 2.          | Mirco Maestri     | Italien     | Eolo-Kometa                        | 18 P.       |
| 3.          | Juan Pedro López  | Spanien     | Trek-Segafredo                     | 18 P.       |
| 4.          | Rein Taaramäe     | Estland     | Intermarché-Wanty-Gobert Matériaux | 12 P.       |
| 5.          | Sylvain Moniquet  | Belgien     | Lotto-Soudal                       | 9 P.        |
| 6.          | Mattia Bais       | Italien     | Drone Hopper-Androni Giocattoli    | 8 P.        |
| 7.          | Mauri Vansevenant | Belgien     | Quick-Step Alpha Vinyl             | 6 P.        |
| 8.          | Jaakko Hänninen   | Finnland    | AG2R Citroën Team                  | 6 P.        |
| 9.          | Pascal Eenkhoorn  | Niederlande | Jumbo-Visma                        | 5 P.        |
| 10.         | Rick Zabel        | Deutschland | Israel-Premier Tech                | 5 P.        |

| Nachwuchswertung | Nachwuchswertung  | Nachwuchswertung       | Nachwuchswertung       | Nachwuchswertung |
| Fahrer           | Fahrer            | Land                   | Team                   | Zeit             |
| ---------------- | ----------------- | ---------------------- | ---------------------- | ---------------- |
| 1.               | Juan Pedro López  | Spanien                | Trek-Segafredo         | 23 h 23 min 36 s |
| 2.               | Mauri Vansevenant | Belgien                | Quick-Step Alpha Vinyl | + 1 min 47 s     |
| 3.               | João Almeida      | Portugal               | UAE Team Emirates      | + 1 min 58 s     |
| 4.               | Thymen Arensman   | Niederlande            | Team DSM               | + 2 min 15 s     |
| 5.               | Santiago Buitrago | Kolumbien              | Bahrain Victorious     | + 2 min 18 s     |
| 6.               | Iván Sosa         | Kolumbien              | Movistar Team          | + 3 min 05 s     |
| 7.               | Pavel Sivakov     | Frankreich             | Ineos Grenadiers       | + 3 min 14 s     |
| 8.               | Stefano Oldani    | Italien                | Alpecin-Fenix          | + 3 min 35 s     |
| 9.               | Simon Carr        | Vereinigtes Königreich | EF Education-EasyPost  | + 4 min 08 s     |
| 10.              | Tobias Foss       | Norwegen               | Jumbo-Visma            | + 4 min 14 s     |

| Mannschaftswertung | Mannschaftswertung                 | Mannschaftswertung     | Mannschaftswertung |
| Team               | Team                               | Land                   | Zeit               |
| ------------------ | ---------------------------------- | ---------------------- | ------------------ |
| 1.                 | Bora-Hansgrohe                     | Deutschland            | 7 h 14 min 21 s    |
| 2.                 | Intermarché-Wanty-Gobert Matériaux | Belgien                | + 2 min 17 s       |
| 3.                 | Trek-Segafredo                     | Vereinigte Staaten     | + 2 min 47 s       |
| 4.                 | Bahrain Victorious                 | Bahrain                | + 3 min 03 s       |
| 5.                 | Ineos Grenadiers                   | Vereinigtes Königreich | + 3 min 21 s       |
| 6.                 | BikeExchange-Jayco                 | Australien             | + 3 min 26 s       |
| 7.                 | Movistar Team                      | Spanien                | + 6 min 03 s       |
| 8.                 | Jumbo-Visma                        | Niederlande            | + 6 min 39 s       |
| 9.                 | Team DSM                           | Niederlande            | + 8 min 06 s       |
| 10.                | Astana Qazaqstan Team              | Kasachstan             | + 9 min 43 s       |